# Жарсуат (Атырауская область)
Жарсуа́т (каз. Жарсуат) — аул в Индерском районе Атырауской области Казахстана. Административный центр Жарсуатского аульного округа. Аул расположен к востоку от реки Урал, на расстоянии примерно 32 км к юго-юго-западу (SSW) от посёлка Индерборский, административного центра района. Код КАТО — 234037100.

## Население
В 1999 году население аула составляло 1648 человек (823 мужчины и 825 женщин). По данным переписи 2009 года, в ауле проживало 1887 человек (957 мужчины и 930 женщин).